# Le Poste parisien
 (novembre 2013).
Si vous disposez d'ouvrages ou d'articles de référence ou si vous connaissez des sites web de qualité traitant du thème abordé ici, merci de compléter l'article en donnant les références utiles à sa vérifiabilité et en les liant à la section « Notes et références ».
Le Poste parisien est une station de radio parisienne généraliste privée diffusée du 30 mars 1924 au 13 juin 1940, puis de juin 1981 à 1987.

## Historique
Paul Dupuy, directeur du quotidien Le Petit Parisien, qui se targue à l'époque d'être « le plus fort tirage des journaux du monde entier », décide d'investir dans une station de radiodiffusion qu'il nomme Poste du Petit Parisien et qui commence à émettre le 30 mars 1924 à partir d'un studio situé 18 rue d'Enghien à Paris, dans l'immeuble abritant le service de rédaction et l'imprimerie du journal sur le toit duquel est installé un émetteur de faible puissance (500 watts). Ce nouveau poste peine à trouver son public face à d'autres postes mieux installés comme Radiola.
La « Compagnie Générale d'Énergie Radio-Électrique Poste Parisien » est créée le 15 octobre 1929 pour prendre en charge la gestion du Poste du Petit Parisien. Le 10 novembre 1930, un décret du ministre des PTT autorise le Poste du Petit Parisien à transférer son émetteur aux Molières (Seine-et-Oise) dans la banlieue sud-ouest de Paris, à en augmenter la puissance et à changer de nom pour devenir « Le Poste Parisien ».
Les 24 et 25 avril 1932, le Poste Parisien inaugure fastueusement son nouveau siège et ses studios du 116 bis, avenue des Champs-Élysées en présence du président de la République Paul Doumer, du président du Sénat Albert Lebrun, de différents ministres et du maréchal Pétain. Avec la mise en service le même jour de son nouveau puissant émetteur de 60 kW, il devient une des radios les plus puissantes de France et audible sur tout le territoire français mais aussi dans une grande partie de l'Europe et en Afrique du Nord. 
Sous l'impulsion de Roger Sallard et de Jean Grünebaum, la station propose un programme populaire avec des jeux, des feuilletons et de grandes émissions de variété enregistrées en public et accueille dans ses studios toutes les célébrités du moment. Maurice Bourdet, ancien journaliste au Petit Parisien, créé le Journal Parlé et en devient le rédacteur en chef. Tous ces éléments concourent à faire du Poste Parisien une réussite commerciale confirmée par ses recettes publicitaires exceptionnelles[réf. nécessaire], malgré la concurrence de Radio-Cité et Radio-Luxembourg. Au début de 1934, Jean Grünebaum décide de doter la station d'un orchestre de jazz, « Le Jazz du Poste Parisien », dont la direction est confiée à Lucien Moraweck et qui enregistre quelques disques chez Pathé. La même année, Maurice Diamant-Berger monte une émission radiophonique enregistrée comme un film grâce au sélénophone.

### La guerre
Paul Edmond Decharme, reporter pour le Poste Parisien de 1932 à 1939, devient le rédacteur en chef du Petit Parisien et Marcel Lemonon, directeur administratif depuis 15 ans est confirmé dans ses fonctions. Ces deux hommes, proches d'Adrien Marquet, Ministre et Maire de Bordeaux, (Paul Edmond Decharme sera son chef de Cabinet), auraient mené les négociations pour la reparution du Petit Parisien avec les autorités allemandes.
Un conseiller du Petit Parisien, Jean Marcel Peter, est chargé des relations avec Dufeld, responsable de la Censure au Service de la Propagande, installé au 42 av. des Champs Élysées à Paris.
Le Petit Parisien et le Poste Parisien sont autorisés à la diffusion le 8 octobre 1940.
Paul Edmond Decharme déclare : « Le Petit Parisien répudie les hommes et les coutumes qui l'ont jeté dans l'abîme... » et insiste sur l'attachement du journal à la personne du Maréchal Pétain. Conformément à cette devise, les rédacteurs juifs sont exclus du Journal ; un extrait d'arbre généalogique et un certificat de race aryenne sont exigés et une nouvelle équipe se met en place. Les services de sténo-radio et de propagande sont dirigés par Gilbert Cesbron.
C'est de ces studios que les Parisiens entendent aussi la première radio libérée de Paris le 20 août 1944.

### L'après-guerre
Le 20 novembre 1944, les installations des anciens postes privés parisiens sont réquisitionnées par l'État. Le 28 décembre 1944, Le Poste Parisien, Radio-Cité, Radio 37, Radio Île-de-France et Radio Normandie constituent le groupement professionnel de la radio privée pour défendre leurs droits, mais l'ordonnance du 23 mars 1945 révoque toutes les autorisations d'exploitations accordées avant-guerre aux radios privées et instaure un monopole d'État sur la radiodiffusion française qui empêche le Poste Parisien de retrouver son autorisation d'émettre. La réquisition des installations du Poste Parisien est levée le 21 mai 1948, mais la loi sur le monopole ne lui permet pas de reprendre ses émissions. La Radiodiffusion française doit maintenant lui payer un loyer pour continuer à occuper ses locaux du 116 bis, avenue des Champs-Élysées où une bonne partie des émissions de radio de la RTF (feuilletons radiophoniques, etc.) sont enregistrées.
Tout en continuant de louer ses locaux à la RTF ou à des sociétés privées de cinéma, la société Poste Parisien poursuit son activité en se tournant vers la postproduction sonore en cinéma à partir de 1951 sous le nom de Studio Kleber. Les doublages sont réalisés sous la direction de Serge Luguen. Le studio réalise aussi les doublages de nombreuses séries télévisées comme Les Incorruptibles, Aventures dans les îles, Bonanza, Le Fugitif, L'Homme à la Rolls, Mission Impossible, Les Envahisseurs, Mannix, L’Homme de fer, Au-delà du réel et Max la Menace. En 1967, l'activité d'enregistrement sonore est suspendue, car les studios du Poste Parisien deviennent inutilisables à cause des nuisances occasionnées par les travaux de reconstruction du nouveau Lido qui emménage au rez-de-chaussée dans les locaux voisins du cinéma Normandie en 1969. Quelques années plus tard, Europasonor (le studio où enregistrait Claude François) s'installe en partie dans les studios du Poste Parisien avant qu'ils ne retombent à nouveau en léthargie à partir de 1978.
Dans les années 1970, la société Poste Parisien SA, dirigée par Pierre Charié-Marsaines, continue d'exister. Le Groupe Amaury (Le Parisien libéré, L'Équipe...), qui l'a racheté en 1960, la maintient en activité, car elle est engagée dans un long combat juridique avec l'État dans lequel elle souhaite obtenir ses dommages de guerre.

### La renaissance
En juin 1981, à la faveur de l'explosion des radios libres, le président du Poste Parisien SA, soutenu par son propriétaire le Groupe Amaury, revendique dans un article du Parisien libéré le droit historique de sa société à émettre à nouveau en tant que radio locale privée en compensation des dommages que l'occupation allemande puis le monopole d'État lui ont fait subir depuis 41 ans. Le Poste Parisien commence d'émettre en juin 1981 depuis le siège de ses studios historiques au 116 bis, avenue des Champs-Élysées, d'abord brièvement sur 101 MHz, puis sur 102,6 MHz.
La Commission consultative des radios locales privées lui demande en 1983 de se regrouper dans la « Fréquence Presse », un attelage pluraliste imposé qui réunit les projets radiophoniques du Matin de Paris, de L'Unité, de L'Humanité, de La Croix, de Bayard Presse, de l'Équipe et du Parisien, qui conserve le nom de Poste Parisien et émet sur 101 MHz à partir du 19 septembre 1983. Avec un budget mensuel de 400 000 francs, la station est uniquement financée par ses journaux actionnaires puisque la loi interdit aux radios locales privées toutes formes de recettes publicitaires.
En 1985, elle prend le nom de Top 101, avec un format sport et musique, puis diffuse le programme Europe 2 jusqu'en 1987.
En 1990, Hit FM, propriété du groupe Europe 1, qui diffuse le programme Europe 2 à Paris sur 103,5 MHz, change de nom pour devenir Programme Europe 2 sur le Poste Parisien, nom qu'elle abandonne en 1994.

## Identité sonore et visuelle

### Logos

Logo du Poste Parisien du 10 novembre 1930 au 13 juin 1940.
Logo du Poste Parisien du 19 septembre 1983 à 1985.

### Slogans
- 1932 à 1940 : « Le Poste français que le monde écoute »
- 1985 : « Top 101, la radio qui s'écoute des oreilles aux doigts de pied »

### Indicatif
L'indicatif du Poste Parisien de 1932 à 1940 était la musique du chant militaire le Régiment de Sambre-et-Meuse.

## Organisation

### Dirigeants

#### Président
- Pierre Charié-Marsaines : 1960 - 1987

#### Directeurs généraux
- Paul Dupuy : 30 mars 1924 - 10 juillet 1927
- Pierre Dupuy : 1927 - 13 juin 1940
- Roger Sallard : 10 novembre 1930 - 13 juin 1940 (codirecteur)
- Jean Grünebaum : 1944 - 1957
- Marie-Odile Amaury : 19 septembre 1983 - 1987

#### Directeur artistique et directeur des programmes
- Jean Grünebaum : 10 novembre 1930 - 13 juin 1940

Directeur administratif
Marcel Lemonon : 1925 - 1944

#### Rédacteur en chef
- Maurice Bourdet : 10 novembre 1930 - 13 juin 1940

#### Directeur de l'information
- Bertrand Etienne : 19 septembre 1983 - 1985

### Capital

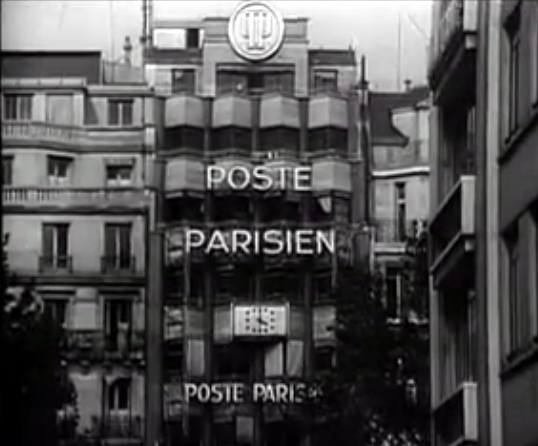
Façade du Poste Parisien au 116 bis, avenue des Champs-Élysées en septembre 1941, alors réquisitionnés pour Radio-Paris.

La « Compagnie Générale d'Énergie Radio-Électrique Poste Parisien » est une société anonyme au capital de 5 500 000 francs créée le 15 octobre 1929. La CSF, propriétaire de Radio Paris, est présente dans le capital qui est porté à 8 250 000 francs par décision de l'assemblée générale extraordinaire du 23 juin 1931.
En 1957, les neveux de Pierre Dupuy revendent la Société du Petit Parisien à Marcel Boussac, qui la revend trois ans plus tard, en 1960, à Émilien Amaury, qui en fait l’acquisition pour le compte de la société du Parisien libéré. De 1960 à 1987, la SA Poste Parisien est la propriété du Groupe Amaury.

### Sièges
Le premier siège et le studio du Poste du Petit Parisien étaient situés 18 rue d'Enghien à Paris, dans l'immeuble abritant le service de rédaction et l'imprimerie du journal Le Petit Parisien.
En 1929, la station s'installe dans de somptueux studios ultra modernes au 116 bis, avenue des Champs-Élysées dans le 8e arrondissement de Paris (bâtiment abritant aujourd'hui le Lido), conçus par l'architecte Chatelan, et qui comprennent un grand auditorium de deux cents mètres carrés et six mètres de haut, un studio pour la musique de chambre, un studio pour les émissions parlées, une salle d'écoute, une salle de montage, une salle de contrôle technique et les loges des animateurs et artistes.

## Programmes
Le Poste Parisien est une radio généraliste pour son information et ses programmes, mêlant les émissions culturelles et les émissions de divertissement. Elle diffuse beaucoup d'émissions de variété en public, des jeux, du théâtre radiophonique, des concerts de musique classique, mais aussi de jazz, enregistrés par les meilleurs orchestres de l'époque dans son grand auditorium des Champs-Élysées. Le service des radioreportages est très actif, l'actualité parisienne et les sports constituant les principaux sujets du Journal Parlé.

### Émissions

#### Émissions de 1924 à 1940
- Tirage de la loterie nationale : émission présentée par Georges Briquet de 1933 à juin 1940.
- L'Heure des amateurs : radio-crochet du Poste Parisien présenté par Georges Briquet et qui révéla notamment Bourvil.
- Jazz Tango : émission musicale de jazz interprétée par « Le Jazz du Poste Parisien » et diffusée le samedi soir à partir de 1934.
- Les meilleurs enregistrements de jazz : émission hebdomadaire de promotion des disques du « Jazz du Poste Parisien » présentée par Jacques Canetti de 1934 à 1935.
- La Vie en société : série de petites comédies animées par Jean Nohain.
- Les Potins de Paris : émission de Jean Nohain.
- 1935 : Le Salon des amis de Mireille : émission de Mireille, présentée par Jean Nohain, diffusée tous les jeudis, dans laquelle Mireille reçoit des invités (Paul Valéry, Mistinguett, Marguerite Long, Marie Laurencin, etc.) avec qui elle vient de déjeuner au Fouquet's de l'autre côté de l'avenue des Champs-Élysées[10],[11].
- En correctionnelle : parodies burlesques des procès de l'administration jouées par Jean Nohain, Claude Dauphin, Marguerite Moreno et Pauline Carton.
- La Course au trésor : adaptation d'un jeu américain présenté par Pierre Dac de septembre 1937 à juin 1940 dans lequel il s'agit de trouver dans Paris un objet dans des conditions rocambolesques et selon des indices donnés par Pierre Dac à l'antenne.
- la Société des Loufoques : émission humoristique de Pierre Dac et Fernand Rauzéna composée de chansons délirantes et de sketchs mettant en scènes des personnages insolites comme le commissaire Lachnouf, MM. Charpailloux, Bouillongras et Fraisaulard.
- Mémoires : vie de Sacha Guitry racontée par l'auteur.
- Les Incollables : émission la plus populaire de la station, cet ancêtre des Grosses Têtes, animée par Robert Beauvais et diffusée de 1938 à juin 1940, permettait de poser des questions de culture générale à un petit groupe d'invités réunissant Claude Dauphin, Maurice Diamant-Berger, Jean Nohain, Adolphe Borchard et Maurice Bourdet.
- Le Tribunal d'impéritie : émission de Max Régnier et Géo Pomel qui convoquent à la barre tous les grotesques et les ridicules et les abus de l'administration.
- La Clé des songes
- Le Courrier du cœur

#### Émissions de 1981 à 1987
- Danger Décibels : émission hebdomadaire de hard rock présentée par Jean-François Bouquet au début des années 1980.
- Metal Shock : émission hebdomadaire de heavy metal présentée par Jean-François Bouquet en 1985.
- Perfecto : émission hebdomadaire de hard-rock présentée par Jean-François Bouquet de 1985 à 1986.
- Une nuit au Poste : Musiques et entretiens conduits par Lucky Blondo puis par Laurent Boyer

### Animateurs et comédiens
- Jacqueline Aldo
- André Allehaut
- Jérôme Arnaud
- Pierre Athon
- Robert Beauvais
- Jean-François Bouquet (1985-1987)
- Pierre Lafarge "Pierre qui roule" (1985-1987)
- Christian Puig (1984-1987)
- Silya Travers (1984-1987)
- Scotty (1985-1987)
- Philippe Marceau (programmateur 1985-1987)
- Jacques Breteuil
- Pierre Brive
- Jacques Canetti (1930-1935)
- Gilbert Cesbron
- Claire Chambret
- Pierre Dac (1937-1940)
- Claude Darget
- Claude Dauphin
- Robert Desnos
- Maurice Diamant-Berger
- Henri Garden
- André Gaudelette
- Sacha Guitry
- Mireille
- Marcel Laporte
- Marguerite Moreno
- Françoise Morhange
- Naya Noël
- Jean Nohain (Jaboune) (1933-1940)
- Maurice Pierrat
- Géo Pomel
- Max Régnier
- Guillaume Richardot (1981-1984)
- Lola Robert

### Journalistes
- Henri Benazet
- Maurice Bourdet
- Georges Briquet (1932-1940)
- Pierre Brive
- Gilbert Cesbron
- Paul-Edmond Decharme
- Jean Guignebert (1930-1935)
- Marcel de Laborderie
- René Mazedier
- René Pujol
- Carmen Tessier
- André Kaminker

## Diffusion
Le Poste du Petit Parisien était d'abord diffusé uniquement à Paris depuis un émetteur Western Electric de faible puissance (500 watts) situé au 18 rue d'Enghien à Paris sur la longueur d'onde de 340 m ondes moyennes en 1924 et de 345 m en 1925. La puissance de l'émetteur passe à 1 kW en 1926 et la longueur d'onde à 341 m ondes moyennes, puis 340,9 m de 1927 à 1928, 336,3 m en 1929, 328,2 m en 1930 et 329 m en 1931.
Avec la mise en service le 25 avril 1932 d'un puissant émetteur de 60 kW aux Molières (Seine-et-Oise, près de Saint-Remy-les-Chevreuse), le Poste Parisien couvre désormais toute la région parisienne et devient une des radios les plus puissantes de France, audible sur tout le territoire français mais aussi dans une grande partie de l'Europe et en Afrique du Nord. Le matériel est fourni et installé par la Société Française Radioélectrique et la qualité de l'émission faisait la fierté des ingénieurs de cette société. La station émet sur la longueur d'onde de 329 m ondes moyennes qui passe à 328,2 m (914 kHz) en 1933. Le Poste Parisien adopte sa longueur d'onde définitive de 312,8 m (959 kHz) en 1934 et augmente la puissance de son émetteur à 80 kW, avant de revenir à 60 kW en 1936.
Le Poste Parisien, qui renaît en juin 1981, est diffusé en modulation de fréquence sur 101 MHz depuis le pylône situé sur le toit du 116 bis, avenue des Champs-Élysées depuis 1935, époque à laquelle il servait aux premières expérimentations en télévision. Son émetteur Rohde et Schwarz de 50 watts se distingue par sa qualité sonore. La station est ensuite diffusée sur 102,6 MHz avec une puissance portée à 500 watts. À la suite de son regroupement au sein de la Fréquence Presse, Le Poste Parisien acquiert un nouvel émetteur Rhode et Schwartz de 10kW et déplace sa station d'émission à Romainville à 130 m d'altitude. Son système d'antenne (6dB de gain) qui lui permet de développer 40kW de Puissance apparente rayonnée (PAR) Techniquement, le Poste Parisien se distinguera toujours par sa qualité sonore et sa zone de couverture qui couvre confortablement la région parisienne, sur 101 MHz de 1983 à 1987. De son côté, le pylône de 35 mètres installé au 116 bis avenue de Champs Élysées depuis les années 30 pour les premières expériences de réception VHF en télévision sera utilisé par Radio Monte-Carlo, qui y voit un relais efficace pour ses voitures et motos de reportage. La modulation sonore étant acheminée avec les bureaux parisiens de RMC, situés de l'autre côté de l'avenue des Champs-Élysées au 12, rue Magellan par l'entremise de liaisons spécialisées louées à France Télécom.